# I onde dager
I onde dager (noruec: En dies dolents)  és una pel·lícula d'acció de comèdia de terror del 2021 protagonitzada per Aksel Hennie i Noomi Rapace. Hennie i Rapace retraten Lars i Lisa, una parella que estan farts l'un de l'altre i planeja assassinar-se durant el seu viatge a la seva cabana. Tanmateix, els seus plans s'espatllen quan tres fugitius els prenen captius.
La pel·lícula va ser dirigida per Tommy Wirkola, que la va escriure conjuntament amb Nick Ball i John Niven. Es va estrenar el 30 de juliol de 2021 a Noruega i va aparèixer a la formació del Fantastic Fest 2021 el setembre del mateix any. Es va llançar internacionalment el 15 d'octubre de 2021 i està disponible per a streaming a Netflix.

## Argument
Lars és un director de telenovel·la insatisfet i la seva dona, Lisa, és una actriu que no la pot fer. Després d'haver marxat un cap de setmana per fer un viatge en cabana, tots dos planegen assassinar-se mútuament. Viktor, un amic de Lars, vol ajudar-lo a dur a terme les seves intencions assassines a canvi d'una part de l'assegurança de vida de la Lisa.
Mentre Lars ataca a la Lisa amb un martell, aquesta l'ataca, deixant-lo immobilitzat temporalment. Però després d'haver lligat en Lars, arriba l'ingenu Viktor i capgira la situació a favor d'en Lars. Quan la Lisa revela que pot oferir a Viktor més diners que en Lars, es produeix una baralla en la qual Lars fereix greument Viktor. Pregat per la seva dona que faci alguna cosa, Lars no entén i dispara a Viktor amb una pistola, matant-lo. En la baralla que segueix, l'arma es dispara, el tret travessa el sostre i colpeja un home amagat a l'àtic. Un a un, tres homes cauen mentre el sostre s'enfonsa.
Són Petter, Dave i Roy, tres fugitius a la fuga. El trio s'havia refugiat a la cabana abans que arribessin Lars i la Lisa, però es van haver d'amagar quan va aparèixer la parella.
Aparentment, Dave planeja violar la Lisa, de la qual Lars es burla. Aleshores es revela que realment estava planejant prendre Lars. Davant d'això, la Lisa demana als tres que no li facin mal, prometent-los pagar una gran quantitat de diners l'endemà. Finalment, la parella s'allibera i intenta escapar. A continuació, es produeixen una sèrie d'enfrontaments brutals, en què els dos haurien mort si no fos per Mikkel, el pare de Lars propietari de la cabana. El seu amic Hans havia avisat en Mikkel d'uns fets estranys a la seva cabana, que van portar a Mikkel a fugir de la seva residència per comprovar què estava passant.
Mikkel, Dave i Roy moren en una baralla violenta, deixant a Petter amb aparent avantatge contra Lars i Lisa. El dominen i l'enfonsen el cos en un llac proper, ofegant-lo.
A l'arribada de la policia, la parella, unida per sentiments reactivats, comparteixen versions autoafalagadores dels fets, presentant-se com a valents i heroics. Ells aconsegueixen la popularitat de la seva història mitjançant la producció d'una pel·lícula de Hollywood, amb Lars com a director i Lisa com a ella mateixa.

## Repartiment

### Principal
- Aksel Hennie com a Lars, un director de cinema que està casat amb Lisa[1]
- Noomi Rapace com a Lisa, una aspirant a actriu que està casada amb Lars[1]
- Atle Antonsen com a Petter, un assassí en sèrie[1]
- Christian Rubeck com a Dave, un assassí en sèrie[1]
- André Eriksen com a Roy, un assassí en sèrie[1]

### Altres
- Nils Ole Oftebro com a Mikkel, el pare de Lars
- Stig Frode Henriksen com a Viktor, un amic de Lars
- Selome Emnetu com a Ida, una amiga de la Lisa
- Harald Dal com a Kjetil, un actor que interpreta un paper a la pel·lícula de Lars
- Evy Kasseth Røsten com a Charlotte, una actriu que interpreta un paper a la pel·lícula de Lars
- Tor Erik Gunstrøm com a Hans, un amic de Mikkel
- Galvan Mehidi com Abio, un empleat de la residència
- Pregunteu a Sørsdahl com a ell mateix
- Jeppe Beck Laursen com ell mateix
- Kristoffer Jørgensen com ell mateix
- Jonas Hoff Oftebro com ell mateix
- Fredrik Skavlan com ell mateix
- Sturla Dyregrov|no}} com ell mateix

## Recepció
Al lloc web de l'agregador de ressenyes Rotten Tomatoes, el 85% de les 13 ressenyes dels crítics són positives, amb una valoració mitjana de 7,1/10.
Sigurd Vik escriu a Filmpolitiet que "en bon estil Tarantino, cançons noruegues conegudes, incloent-hi el riff fort Møkkamann  (Dumdum Boys) i genial Fru Johnsen, s'utilitzen per donar impacte, valor afegit i punts d'estil a diverses seqüències". També assenyala que "les sorpreses s'acosten, les ferides de la carn s'acosten encara més i hi ha una energia salvatge i meravellosa en moltes de les escenes que impulsen l'acció". Diu que "definitivament no és una pel·lícula per a tothom, però és perfecta per a aquells que saben que els encanten les pel·lícules de Tommy Wirkola". El crític de NRK Birger Vestmo assenyala que "els papers divertits i físicament exigents d'actors coneguts, com Aksel Hennie, Noomi Rapace o Atle Antonsen", van contribuir a l'èxit de la pel·lícula.
Trace Thurman, escrivint per a Bloody Disgusting, la descriu com una La guerra dels Rose molt més sagnant. Thurman critica la "qualitat episòdica innecessàriament" de la pel·lícula, suggerint que "el que podria haver utilitzat la pel·lícula és una mà més ràpida a la sala de muntatge", i va elogiar les actuacions de Hennie i Rapace com "simplement delicioses en els seus papers com a protagonistes discutits". Thurman també expressa que és "lamentable que Netflix" no estigui "promocionant The Trip en absolut", ja que té el potencial de ser un "últim plaer per a la multitud".
Lena Wilson escriu a The New York Times que "mentre que aquest concepte promet un thriller divertit i àgil", la pel·lícula "descendeix a un embolic juvenil i nihilista". Wilson critica el "material de mal gust sobre genitals i caca", descrivint "la seva premissa bàsica" com "molt més intel·ligent". Wilson conclou que és "ocasionalment divertida, però altres pel·lícules han manejat gore alegre i tortura psicològica amb un toc molt més hàbil" i la compara amb Funny Games, afirmant que "no es fa cap favor convidant a aquesta comparació".
James Croot, escrivint per a Stuff, compara la pel·lícula amb Funny Games, expressant que un "podria ser perdonat per pensar" que estaven veient un "remake escandinau de Funny Games de Michael Haneke. Croot descriu la pel·lícula com a "cinema de tant en tant hilarant, de vegades espantós, una mica nauseabund, però sens dubte inventiu". Ell expressa que té un lliurament "lleugerament desequilibrat", no deixant-vos "sentir que és una experiència totalment agradable".
Jude Dry d' IndieWire, l'anomena "diabòlicament divertida", amb el seu gènere situat entre el "thriller, el terror i la comèdia". Escriu que la pel·lícula és "descarada i inventiva" amb "actuacions brillants" i "un guió intel·ligent". Dry expressa que "la violència assoleix nivells salvatgement gratuïts sense mai sentir-se exagerat". Ella descriu l'argument com "extravagant, que revela cón és de descarada la pel·lícula".

## Reconeixements
| Cerimònia de premi | Any  | Categoria          | Nominat       | Resultat | Ref.         |
| ------------------ | ---- | ------------------ | ------------- | -------- | ------------ |
| Premis Amanda      | 2022 | Millor maquillatge | Lois McIntosh | Nominat  | [ 5 ] [ 10 ] |
| Premis Amanda      | 2022 | Amanda popular     | The Trip      | Nominat  | [ 5 ] [ 10 ] |

## Remake
S'està filmant un remake estatunidenc també titulat The Trip, dirigit per Jorma Taccone i protagonitzat per Jason Segel, Samara Weaving i Timothy Olyphant.